# Rhyssemus ritsemae
Rhyssemus ritsemae är en skalbaggsart som beskrevs av Clouet 1901. Rhyssemus ritsemae ingår i släktet Rhyssemus och familjen Aphodiidae. Inga underarter finns listade i Catalogue of Life.